# ここんちプラネッと!
『ここんちプラネッと!』は、1986年4月16日から同年8月27日までテレビ東京系列局で放送されていたテレビ東京製作のバラエティ番組である。放送時間は毎週水曜 19:00 - 19:54 （日本標準時）。

## 概要
茶の間に笑いを届けることをコンセプトにした生放送の公開番組で、いくつかのお笑いコーナーで構成。当時売り出し中だった男闘呼組をレギュラーに起用していた。
番組タイトルにある「プラネッと」とはプラネット＝惑星であり、番組はそれを「人間の移住空間」ならびに「家族のやすらぎの場所」と解釈して名付けた。

## 出演者

### 司会
- 秋野暢子

### スペシャルレギュラー
- 伊東四朗

### レギュラー
- 男闘呼組
- ウッチャンナンチャン
- ケント・デリカット
- ダチョウ倶楽部

## スタッフ
- 構成：安延拓美、遠藤察男、佐野仁、内田英一、吉野晃章
- テーマ音楽：鈴木宏幸
- ナレーター：野島昭生
- タイトルアニメ：森谷友美
- スタイリスト：シャーリー・シェリダン、竹内ユミト
- 協力：ぐあんばーる、オムニ・ビジョン東京
- 技術：橋川昌明
- 映像：田口文明
- カメラ：小森和一
- 照明：萩原征四郎
- 音声：芝本孝幸
- 音効：加藤彦次郎
- 美術デザイン：村野光弘
- 美術進行：森本士朗
- 編集：東通ビデオセンター
- ロケ技術：日放
- T.K.：宮本美智子
- ディレクター：島川哲雄、斧賢一郎
- プロデューサー：渡辺つとむ
- 制作協力：サワズ・カムパニー
- 製作著作：テレビ東京